# Podregion Radomski

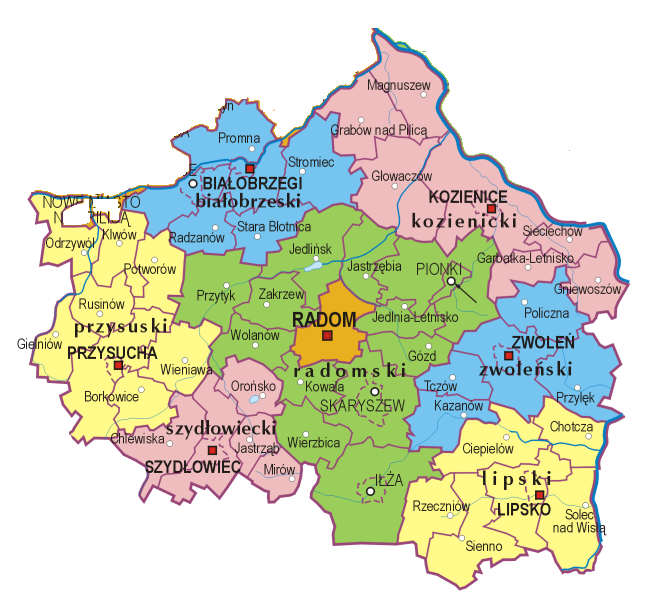
Podregion Radomski o kodzie statystycznym PL921 według klasyfikacji NUTS-3

Podregion radomski to obszar położony w obecnym województwie mazowieckim. Tworzą go powiaty: białobrzeski, kozienicki, lipski, przysuski, radomski, szydłowiecki, zwoleński.
Granice historycznego Radomskiego wyznaczają: na wschodzie Wisła, na południu rzeka Kamienna i Puszcza Iłżecka, na południowym zachodzie Garb Gielniowski, na północy Puszcza Stromecka. Większe miasta leżące w Radomskiem to Kozienice, Pionki i Zwoleń, Iłża i Lipsko, Przysucha i Szydłowiec; ponadto na granicy – nad Kamienną – Skarżysko-Kamienna i Starachowice. Podobny obszar zajmuje dziś kościelna diecezja radomska.

## Historia

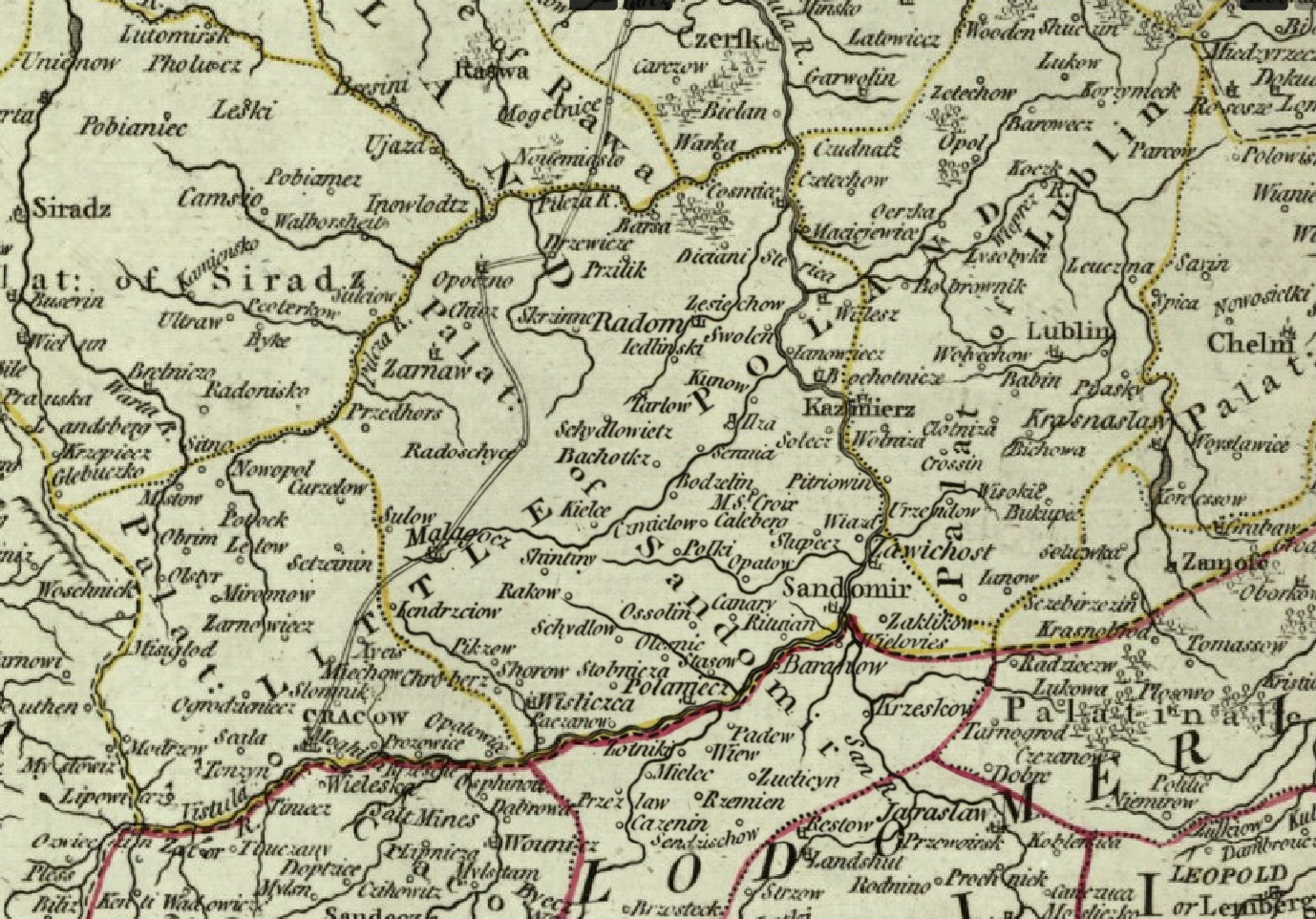
Województwo sandomierskie w roku 1787 – Robert Sayer (Londyn)

Ziemia Radomska do roku 1795 stanowiła północno-zachodnią część województwa sandomierskiego.
W latach 1837–1844 istniała gubernia sandomierska ze stolicą w Radomiu. W latach 1844–1917 powstała gubernia radomska poprzez połączenie z gubernią kielecką.
W latach 1975–1998 obszar obecnego podregionu radomskiego w zasadzie odpowiadał województwu radomskiemu. Po reformie administracyjnej od 1999 r. obszar prawie całego dawnego województwa radomskiego znalazł się w województwie mazowieckim.
Dnia 4 lutego 2009 r. poseł Krzysztof Sońta złożył interpelację w której podkreślił bardzo niski poziom wyposażenia Radomia i podregionu radomskiego w elementy infrastruktury społecznej niezbędne do rozwoju dużego miasta, braku publicznej uczelni o profilu humanistycznym oraz masowy odpływ kapitału ludzkiego zmniejszający możliwości przełamania kryzysu.

## Propozycje zmian
W marcu 2017 roku do Zespół Analiz i Opracowań Tematycznych Kancelarii Senatu zlecił przygotowanie opracowania pt. Zróżnicowanie obszaru województwa mazowieckiego pod względem historycznym, demograficznym i warunków życia. Wnioski do korekty podziału terytorialnego. Opracowanie przygotował dr. Piotr Łysoń.
Istnieje ruch społeczny o nazwie Wojewódzki Radom działający na rzecz modyfikacji aktualnego podziału terytorialnego Polski w celu podniesienia rangi miasta Radom do miasta wojewódzkiego albo poprzez utworzenie Województwa Radomskiego albo przyłączenie podregionu radomskiego do województwa kieleckiego.
Jednym z rozważanych wariantów jest utworzenie województwa „staropolskiego” – poprzez połączenie obecnego województwa świętokrzyskiego i podregionu radomskiego. Powstające województwo byłoby „dwubiegunowe” podobnie do województwa kujawsko-pomorskiego. Miastami wojewódzkimi byłyby Kielce i Radom, posiadając po jednym z organów wojewódzkich. Według działaczy wariant województwa staropolskiego jawi się jako optymalny – Radom wraca do swojego historycznego regionu, w którym przez półtora wieku pełnił funkcję miasta wojewódzkiego/gubernialnego. Kielce i Radom – ośrodki o podobnym potencjale wielkościowym, uzupełniając się, skuteczniej stawiałyby czoła konkurencji sąsiednich metropolii.
W roku 2024 liczba mieszkańców województwa mazowieckiego wynosiła 5 510 618 osób a województwa świętokrzyskiego 1 163 001 osób. Po przyłączeniu podregionu radomskiego z 576 972 mieszkańcami do województwa świętokrzyskiego nowe hipotetyczne województwo „staropolskie” liczyłoby 1 739 973 mieszkańców.